# 주한 마셜 제도 대사관
주한 마셜 제도 대사관(영어: Embassy of the Marshall Islands in the Republic of Korea)은 대한민국 서울특별시 종로구 수송동 58 두산위브파빌리온 837호에 위치하고 있는 마셜 제도 대사관이다. 현직 주한 마셜 제도 대사는 트리가 앨번스 이쇼다(Tregar Albons Ishoda)이다.

## 역사
마셜 제도는 1991년 4월 5일에 대한민국과 외교 관계를 수립했다. 마셜 제도 정부는 수교 이후부터 주일본 마셜 제도 대사관에서 대한민국과 관련된 외교 임무를 겸임해 오다가 2015년 12월 4일에 대한민국 서울에 주한 마셜 제도 대사관을 설립했다. 반대로 마셜 제도에 외교 공관을 설립하지 않은 대한민국 정부에서는 주피지 대한민국 대사관에서 마셜 제도와 관련된 외교 임무를 겸임한다. 대한민국 정부에서는 2023년 11월 7일에 주마셜 제도 대사관 개설을 결정했으나 별다른 진척은 없는 상황이다.

## 같이 보기
- 대한민국-마셜 제도 관계
- 마셜 제도의 재외공관 목록
- 대한민국 주재 외국공관 목록